# Tokyo Girl
Tokyo Girl is een single van de Japanse groep Perfume, en werd uitgegeven op 15 februari 2017. Tokyo Girl is de eerste single van Perfume sinds een jaar en 3 maanden na Star Train (Flash niet meegerekend want dit is een digitale single). Het is ook de eerste single van Perfume in 2017. Het nummer "Tokyo Girl" werd als titelnummer gebruikt in het Nippon TV televisieprogramma Tokyo Tarareba Musume. Het nummer op de B-kant "Houseki No Ame" werd gebruikt in een Ora2 reclame voor tandpasta.

## Nummers
| Nr. | Titel                                 | Duur |
| --- | ------------------------------------- | ---- |
| 1.  | Tokyo Girl                            |      |
| 2.  | Housekino Ame                         |      |
| 3.  | Tokyo Girl (original instrumental)    |      |
| 4.  | Housekino Ame (original instrumental) |      |

| Nr. | Titel                   | Duur |
| --- | ----------------------- | ---- |
| 1.  | Tokyo Girl - Video Clip |      |
| 2.  | Perfume View            |      |
| 3.  | Special Teaser Trailer  |      |